# 吉瀬美智子
吉瀬 美智子（きちせ みちこ、1975年〈昭和50年〉2月17日 - ）は、日本の女優、モデル。愛称は、みっちゃん。
福岡県朝倉市出身。フラーム所属。

## 来歴

### モデル時代
高校生の頃は美容部員志望だったが不合格だったため、高校卒業後は地元のエステサロンや喫茶店でアルバイトをしていた。喫茶店でのアルバイト中にスカウトされて地元でモデルの仕事を開始する。当時の所属事務所はオフィスノアールで、「小雪」という芸名で活動をしていた。
その後、20歳で上京しブルーミングエージェンシーおよびブラァバに所属。1999年に女性向けファッション雑誌『Domani』にて専属モデルを務める傍ら、多数のCMに出演。2003年からは情報番組『噂の!東京マガジン』にて5代目アシスタントを務めた。

### 女優デビュー以降
2007年2月1日付で現事務所フラームに移籍。30代に入ってから「モデルとしての未来を考えた時、活躍できる場が限られてきてしまう」と考えるようになり、現事務所からの「今後モデルの仕事を一切しない」との条件を快諾し移籍に踏み切った。それを機にモデル業を一切辞め本格的に女優に転身し、以後、テレビドラマを中心に活躍。『LIAR GAME』（フジテレビ）や『ブラッディ・マンデイ』（TBS）などに出演し注目されるようになる。ただし、女優への転身以降もファッション雑誌の表紙を飾るなど、モデルの仕事と縁が切れたわけではない。
2009年1月、『妄想姉妹〜文學という名のもとに〜』（日本テレビ）にてテレビドラマ初主演（複数主演）、2010年5月、『ハガネの女』（テレビ朝日）にてテレビドラマ単独初主演。また、2010年9月公開の映画『死刑台のエレベーター』にて映画初主演。
2011年2月、エランドール賞新人賞を受賞。
2014年7月、出産1年後の初復帰作『昼顔〜平日午後3時の恋人たち〜』（フジテレビ）にて、家庭と愛人との間で苦悩するセレブ主婦を演じる。同年9月、初のエッセイ『幸転力』を出版。
2019年、第12回ベストマザー賞の芸能部門を受賞した。

### 私生活
モデルから女優への転身を支えた、10歳年上の実業家の一般男性と、出会いから5年の2010年12月25日に結婚。同月28日に自身のブログを通じて発表した。
結婚3年目の2013年2月21日に第1子妊娠を発表し、同年7月17日に女児を出産。また、2016年7月14日に第2子妊娠を発表しし、同年10月26日に女児を出産した。
2021年4月7日、所属事務所の公式サイト及び自身のツイッターを通じて離婚を発表した。

## 人物
マイペースな性格で、自宅でのんびりするのを好み、極度の潔癖症。外に出かけるのはあまり好きではない一方で、趣味は釣りやゴルフなどアウトドアと語っている。
2021年に離婚はしたものの娘たちに対する愛情は深く、成長した娘たちが結婚したことで自分に孫ができて祖母になるのも悪くないという主旨の発言をしている。

### 交友関係
上戸彩とは、ドラマの共演がきっかけで仲良くなり、定期的に会っている。
北村一輝とは、吉瀬が20歳の時のデビュー作で共演して以来長い付き合いで、プライベートでお酒を飲む仲でもあるが、「（吉瀬が）酔って寝ている所をみんなで写真に撮ったら、CMみたいな寝顔」と番組で証言している。

### 健康問題
副鼻腔炎が持病で、2025年には症状が悪化して、初めて嗅覚障害を発症したことを明かしている。

## 出演

### テレビドラマ
- ぽっかぽか3（1997年、TBS） - 斉藤珠子 役
- リング〜最終章〜 第3話（1999年、フジテレビ） - 看護婦 役
- 嫉妬の香り（2001年、テレビ朝日） - 佐伯佐和子 役
- Love collection（2003年、テレビ朝日）
- ディビジョン1 ステージ6 『犯人デカ』 第4話 （2004年、フジテレビ） - 円谷まどか 役
- 花より男子 第1話（2005年、TBS）
- 不機嫌なジーン 第5話（2005年、フジテレビ） - モデルのリツコさん 役
- 小早川伸木の恋（2006年、フジテレビ） - 看護婦 役
- アテンションプリーズ 第1話（2006年、フジテレビ） - CA 役
- 電車男 DELUXE 最後の聖戦（2006年、フジテレビ） - 前園の秘書 役
- のだめカンタービレ 第5・6話 （2006年、フジテレビ） - エリーゼ 役
  - のだめカンタービレ in ヨーロッパSP（2008年1月、フジテレビ）
- 火星から来た蜘蛛の群れとグラマラスエンジェル（2007年9月29日、フジテレビ） - 中村香奈 役
- セレンディップの奇跡（2007年、日本テレビ） - チカ 役
- LIAR GAME Season1（2007年、フジテレビ） - エリー 役
  - LIAR GAME Season2（2009年11月 - 2010年1月、フジテレビ）
- 働きマン（2007年、日本テレビ） - 梶舞子 役[注 1]
- ジョシデカ!-女子刑事-（2007年、TBS） - 蜷川はるか 役[注 1]
- 世にも奇妙な物語 '08春の特別編『透き通った一日』（2008年4月2日、フジテレビ） - 神西先生 役
- パンドラ（2008年、WOWOW） - 桂ひとみ 役
- Around40〜注文の多いオンナたち〜（2008年、TBS） - 三波由香里 役
- 魔王（2008年7月 - 9月、TBS） - 芹沢麻里 役[注 2]
- 太陽と海の教室（2008年7月 - 9月、フジテレビ） - 真山春佳 役[注 2]
- ブラッディ・マンデイ Season1（2008年10月 - 12月、TBS） - 折原マヤ 役
- 天地人（2009年、NHK大河ドラマ） - お悠 役
- 妄想姉妹〜文學という名のもとに〜（2009年1月 - 3月、日本テレビ） - 市川晶子 役（初主演・複数主演）
- BOSS（2009年4月 - 6月、フジテレビ） - 奈良橋玲子 役
  - BOSS 2ndシーズン 第1話（2011年4月14日、フジテレビ）
- ブラッディ・マンデイ Season2（2010年1月 - 3月、TBS） - 折原マヤ 役
- ハガネの女（2010年5月 - 7月、テレビ朝日） - 芳賀稲子 役（主演）
  - ハガネの女 season2（2011年4月 - 6月、テレビ朝日）
- ギルティ 悪魔と契約した女（2010年10月 - 12月、関西テレビ） - 榎本万里 役
- 華和家の四姉妹（2011年7月 - 9月、TBS） - 華和藤子 役
- コドモ警察（2012年4月 - 6月、毎日放送） - 松田凛子 役
- 三毛猫ホームズの推理 第4話 - 第6話（2012年、日本テレビ） - 津川旬子 役
- チープ・フライト（2013年3月1日、日本テレビ） - 寺崎あゆみ 役
- 昼顔〜平日午後3時の恋人たち〜（2014年7月 - 9月、フジテレビ） - 滝川利佳子 役
- リーガルハイ・スペシャル（2014年11月22日、フジテレビ） - 中原さやか 役
- オリエント急行殺人事件（2015年1月11日 - 1月12日、フジテレビ） - 剛力曽根子 役
- Dr.倫太郎（2015年4月 - 6月、日本テレビ） - 水島百合子 役
- オトナ女子（2015年10月 - 12月、フジテレビ） - 大崎萠子 役[22]
- ブランケット・キャッツ（2017年6月 - 8月、NHK） - 藤村美咲 役
- セシルのもくろみ（2017年7月 - 9月、フジテレビ） - 浜口由華子 役
- 東京センチメンタルSP〜御茶ノ水の恋（2018年3月30日、テレビ東京） - マドンナ 秋本楓 役
- シグナル 長期未解決事件捜査班（2018年4月 - 6月、関西テレビ・フジテレビ系） - 桜井美咲 役[23]
  - シグナル 長期未解決事件捜査班 スペシャル（2021年3月30日）
- コンフィデンスマンJP 第2話（2018年4月16日、フジテレビ） - 桜田しず子 役
- 未満警察 ミッドナイトランナー（2020年6月27日 - 9月5日、日本テレビ） - 及川蘭子 役[24]
- 書けないッ!?〜脚本家 吉丸圭佑の筋書きのない生活〜（2021年1月16日 - 3月13日、テレビ朝日） - 吉丸奈美 役
- 世にも奇妙な物語 '21夏の特別編「あと15秒で死ぬ」（2021年6月26日、フジテレビ） - 三上恵 役（主演）
- 黒鳥の湖（2021年7月24日 - 8月21日、WOWOW） - 財前由布子 役
- OUR STORIES（アワーストーリーズ）〜120秒の物語〜（2022年5月12日 - 、関西テレビ） - ナビゲーター 役[25]
- NICE FLIGHT!（2022年7月22日 - 9月9日、テレビ朝日） - 喜多見七海 役[26]
- ケイジとケンジ、時々ハンジ。（2023年4月13日 - 6月8日、テレビ朝日） - 諸星美沙子 役[27][28]
- うちの弁護士は手がかかる（2023年10月13日 - 12月22日、フジテレビ） - 笠原梨乃 役[29][30]
- ゆりあ先生の赤い糸（2023年10月19日 - 12月14日、テレビ朝日） - 泉川蘭 役[31]
- 友情〜平尾誠二と山中伸弥「最後の一年」〜（2023年11月11日、テレビ朝日） - 山中知佳 役[32]
- アンメット ある脳外科医の日記（2024年4月15日 - 6月24日、関西テレビ・フジテレビ） - 津幡玲子 役[33][34]
- ダメマネ! -ダメなタレント、マネジメントします-（2025年4月20日 - 6月22日、日本テレビ） - 川島玲子 役[35]
- 愛の、がっこう。 第2話 -（2025年7月17日 - 、フジテレビ） - 宇都宮明菜 役[36]

### 配信ドラマ
- 御手洗家、炎上する（2023年7月13日、Netflix） - 村田皐月 役[37]

### 映画
- 中国の鳥人（1998年、シネマ・ドゥ・シネマ＝セディックインターナショナル）
- 蘇える金狼（1998年、ギャガ・コミュニケーションズ） - 榎本ルリ子 役
- ドルフィンスルー（1998年、ケイエスエス）
- ジャンプ（2004年、シネカノン）
- フライング☆ラビッツ（2008年、東映） - 星名令子 役
- 白夜（2009年、ギャガ・コミュニケーションズ） - 朋子 役
- のだめカンタービレ 最終楽章（前編 / 2009年、後編 / 2010年、東宝） - エリーゼ 役
- LIAR GAME The Final Stage（2010年、東宝） - エリー 役
- 海の金魚（2010年、ティ・ジョイ）
- 死刑台のエレベーター（2010年、角川映画） - 手都芽衣子 役（主演）
- ランウェイ☆ビート（2011年、松竹） - 南水面 役
- 僕と妻の1778の物語（2011年、東宝） - 滝沢美奈 役
- 神様のカルテ（2011年、東宝） - 外村静枝 役
  - 神様のカルテ2（2014年、東宝）
- ガール（2012年、東宝） - 小坂容子 役
- 草原の椅子（2013年、東映） - 篠原貴志子 役
- コドモ警察（2013年、東宝） - 松田凛子 役
- コンフィデンスマンJP -ロマンス編-（2019年、東宝） - 桜田しず子 役
- 劇場版シグナル 長期未解決事件捜査班（2021年、東宝） - 桜井美咲 役
- 七人の秘書 THE MOVIE（2022年、東宝） - 九十九美都子 役[38]
- キリエのうた（2023年、東映） - 潮見真砂美 役[39]
- 帰ってきた あぶない刑事（2024年、東映） - ステラ・リー 役[40]
- 明日を綴る写真館（2024年、アスミック・エース） - 牧悦子 役[41]
- 平場の月（2025年公開予定、東宝）[42]

### 劇場アニメ
- クレヨンしんちゃん 爆睡!ユメミーワールド大突撃（2016年） - 貫庭玉サユリ 役[43]

### 舞台
- 劇団EXILE第2回公演『CROWN 眠らない、夜の果てに…』（2008年5月16日 - 26日、青山劇場） - シャオティン 役

### バラエティ番組
- モデルファクトリー（1997年4月 - 9月、テレビ東京） - レギュラー
- 噂の!東京マガジン（2003年 - 2007年 、TBS） ‐ アシスタント
- サラリーマンNEO season3（2008年4月 - 9月、NHK） ‐ レギュラー[注 3]
- 挑戦者〜No.1への階段〜（2009年4月 - 2010年3月、テレビ朝日） - ナビゲーター
- じもちゃんねる（2024年4月 - 、テレビ西日本） - レギュラー[44]

### CM・広告
- サントリー ザ・カクテルバー（1997年）
- 松下電工 マイルームエステ（1997年）
- 東急ホテルズ（1997年）
- 花王 ソフィーナ薬用ホワイトニング（1998年）
- バンダイ たまごっち（1998年）
- アサヒ 黒生（1998年）
- 日産自動車 ローレル（1998年）リサイタル編
- NTTコミュニケーションズ シャベリッチ（1999年 - 2000年）
- エイボン化粧品（2001年）
- コーセー レシピオ（2001年）
- 積水化学工業 ツーユーホーム（2001年）
- P&G プリングルズ（2001年）
- 大和証券グループ（2002年）
- OCAジャパン（2002年）
- POLA リンクルショット（2004年）
- キリンビール FOUR ROSES（2004年）
- DTC TRILOGY（2004年）
- 東日本旅客鉄道（JR東日本） えきねっと（2005年）
- 東日本建設 シエルタウン船橋塚田（2007年）
- ニベア花王 ニベアボディ スキンミルク（2007年 - ）
- 富士重工業（スバル） フォレスター（2008年）
- 黄桜（2008年）
- パナソニック 家電（2008年 - ）
- ダノンジャパン BODY-ism（2009年）
- 富士重工業（スバル） エコカー補助金キャンペーン 「縁日」編・「線香花火」編・「金魚すくい」編（2010年）
- 三井住友 VISAプラチナカード（2010年）
- アサヒ Slat（すらっと）（2011年 - ）
- 中日新聞社
  - 東京新聞（2011年 - ）
  - 北陸中日新聞（2011年 - ）
  - 中日新聞（2012年 - ）
- レナウン ensuite（2011年）
- カルビー ひとくち美膳（2011年）
- 武田薬品工業 アリナミンA（2011年）
- ユニーグループ・ホールディングス（2013年 - ）
- 富士重工業（スバル） フォレスター、レガシィ 最大10万円キャッシュバックキャンペーン 「イイ女はつらいよ篇」（2014年）
- キヤノン EOS Kiss X8i（2015年）[45]
- 江崎グリコ
  - 「生チーズのCheeza」（2016年） [46]
  - 「プレミアム熟カレー」（2016年）
- ふくおかフィナンシャルグループ（福岡銀行・親和銀行・熊本銀行） マイバンク+（2019年2月 - [47]）
- ジャパネットたかた
  - 『「今を生きる楽しさ」を!』大切な時間・家電篇（2019年）
  - 「ジャパネット 春の下取り祭」（2024年、2025年[48][49]）
- プレミアアンチエイジング 「CANADEL」（2021年 - ）[50]
- 森永乳業 PURESU（ピュレス）発酵酢ドリンク（2024年）[51]

### ゲーム
- レイトン教授と奇跡の仮面（ニンテンドー3DS、2011年2月26日発売、レベルファイブ） - シャロア・レドール 役

### CD
- 小山薫堂Presents 恋する日本語 イメージアルバム（徳間ジャパンコミュニケーションズ、2013年5月8日発売） - 朗読

## 書籍

### エッセイ
- 幸転力（2014年9月25日、小学館、ISBN 978-4-09-363736-7）

### 雑誌
- Domani（1999年 - 2007年） - 専属モデル

## 受賞歴
- 2011年エランドール賞 新人賞（映画『ライアーゲーム ザ・ファイナルステージ』、テレビドラマ『ライアーゲーム シーズン2』『ブラッディ・マンデイ Season2』）[52][53]
- 第40回ベストドレッサー賞 スポーツ・芸能部門（2011年）[54]
- 第25回日本ジュエリーベストドレッサー賞 30代部門（2014年）[55]
- 第16回ベストフォーマリスト 女性部門（2015年）[56]
- 第12回ベストマザー賞 芸能部門（2019年）[8]